# Свето Митрани
Свето Митрани (на македонска литературна норма: Свето Митрани) е село в община Крушево, Северна Македония.

## География
Селото е разположено в северозападния край на Пелагония, югоизточно от Крушево.

## История
В XIX век Свето Митрани е чисто българско село в Прилепска кааза на Османската империя. Църквата „Свето Възнесение Господне“ е от 1856 година.
В „Етнография на вилаетите Адрианопол, Монастир и Салоника“, издадена в Константинопол в 1878 година и отразяваща статистиката на населението от 1873 година Светомитрани (Svétomitrani) е посочено като село с 29 домакинства и 138 жители българи.
Според статистиката на Васил Кънчов („Македония. Етнография и статистика“) от 1900 година Светомитрени има 200 жители, всички българи християни.
На Етнографската карта на Битолския вилает на Картографския институт в София от 1901 година Светомитрани е чисто българско село в Прилепската каза на Битолския санджак с 19 къщи.
Според Никола Киров („Крушово и борбите му за свобода“) към 1901 година Свето-Митрани има 40 български къщи.
По-голямата част от населението на селото е под върховенството на Българската екзархия. По данни на секретаря на екзархията Димитър Мишев („La Macédoine et sa Population Chrétienne“) в 1905 година в Свети Митрени има 168 българи екзархисти и 64 българи патриаршисти сърбомани и работи сръбско училище.
При избухването на Балканската война в 1912 година 4 души от селото са доброволци в Македоно-одринското опълчение.
Според преброяването от 2002 година селото има 434 жители, от които 433 северномакедонци и един друг.
В 1990-те години е изградена църквата „Свети Никола“ върху остатъци от стара църква.

## Личности
Родени в Свето Митрани
- Владимир Светиев (1945 – 2013), актьор от Северна Македония
- Корун Блажев (? – 1903), български революционер от ВМОРО
- Мирче Тотески (1882 – 1970), български революционер от ВМОРО
- Петре Палислама (1826 – 1896), дядо на Димитър Талев
- Тома Никлев (1860 – 1909), български революционер от ВМОРО